# Erich Kühlenthal
Erich Kühlenthal, nemški general, * 13. oktober 1880, † 19. oktober 1958.